# Deep Phreatic Thermal Explorer
Der Deep Phreatic Thermal Explorer, abgekürzt DEPTHX, ist ein unbemanntes autonomes Unterwasserfahrzeug, das für die Erforschung von Unterwasserhöhlensystemen, den sogenannten Cenotes, im Jahr 2007 in Zacatón, Mexiko, eingesetzt wurde.

## Der Tauchroboter
Der etwa 1,35 Tonnen schwere Unterwasserroboter hat einen Durchmesser von 2,13 Meter und ist 1,52 Meter hoch. Er wurde 2006 in einem Kooperationsprogramm von NASA, Stone Aerospace und amerikanischer und mexikanischer Universitäten wie der University of Texas at Austin und der Carnegie Mellon University gebaut und für Feldtests von Januar bis Mai 2007 in Zentralmexiko in Wassertiefen bis weit über 200 Meter für Vermessungs- und Erkundungstauchgänge verwendet. Auf dem Technologieträger wurden unterschiedlichste Sensorpakete und 3D-Navigations- und Kartographierungstechnologien getestet. Weiter wurden mit DEPTHX Techniken erforscht, die für zukünftige Landemissionen in der Raumfahrt, wie z. B. auf dem Jupitermond Europa und für die Entwicklung von Hydrobots und Kryobots für astrobiologische Experimente, von Bedeutung sein könnten.

## ENDURANCE
Eine Weiterentwicklung, basierend auf DepthX, ist der Tauchroboter ENDURANCE (Environmentally Non-Disturbing Under-ice Robotic ANtarctiC Explorer).
Die Finanzierung erfolgte über ein NASA-Forschungsprogramm, das Astrobiology Science and Technology for Exploring Planets (ASTEP).
In einer Kooperation von NASA Ames, Stone Aerospace, University of Illinois at Chicago, Montana State University wurde das AUV im Rahmen des United States Antarctic Program in der Antarktis eingesetzt.
2008 und 2009 sammelte das unbemannte Tauchgerät Proben, und erstellte eine bathymetrische Karte des Bonneysees. Beteiligte Wissenschaftler waren u. a. Peter T. Doran und Christopher McKay.